# Orna Porat

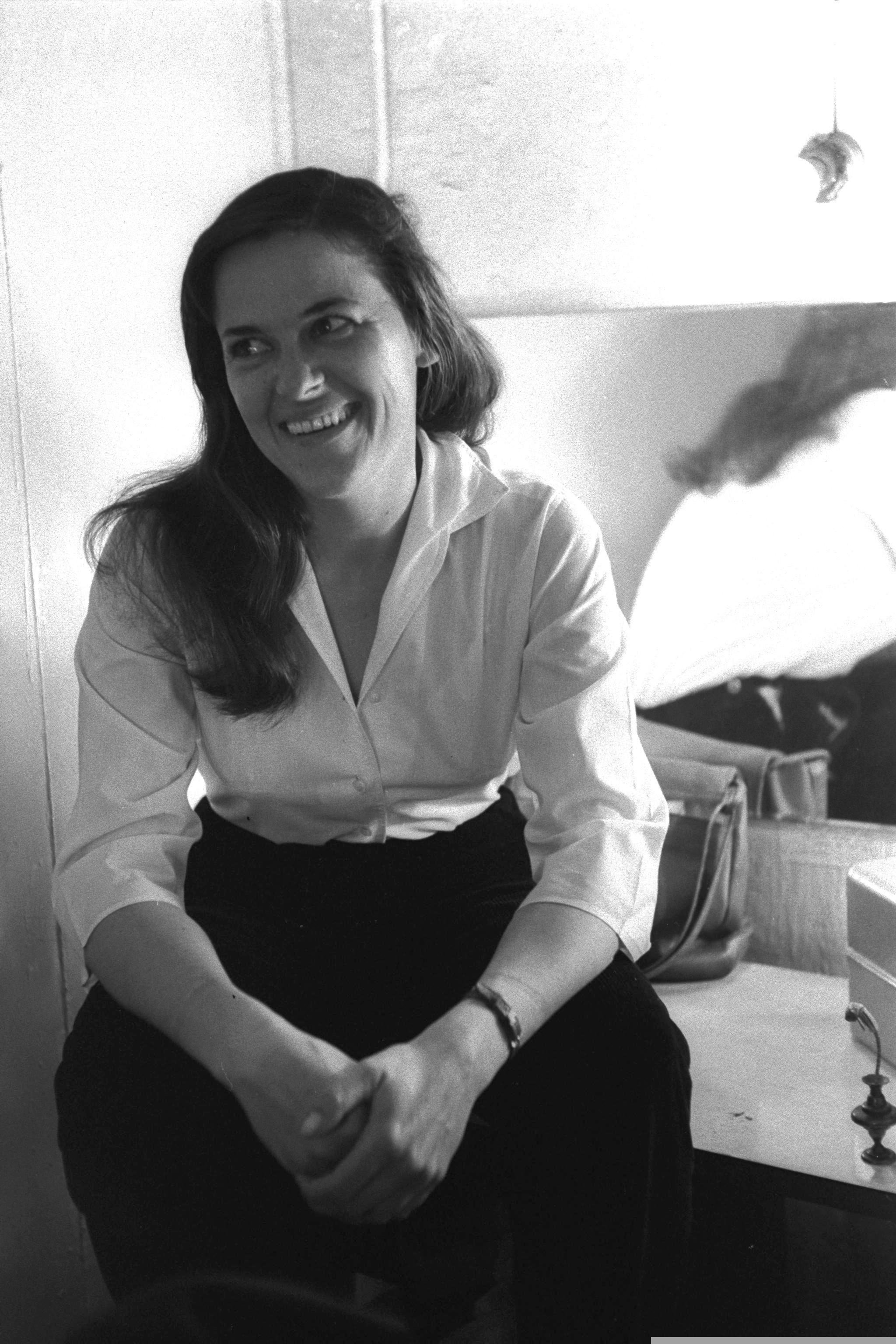
Orna Porat (1957)

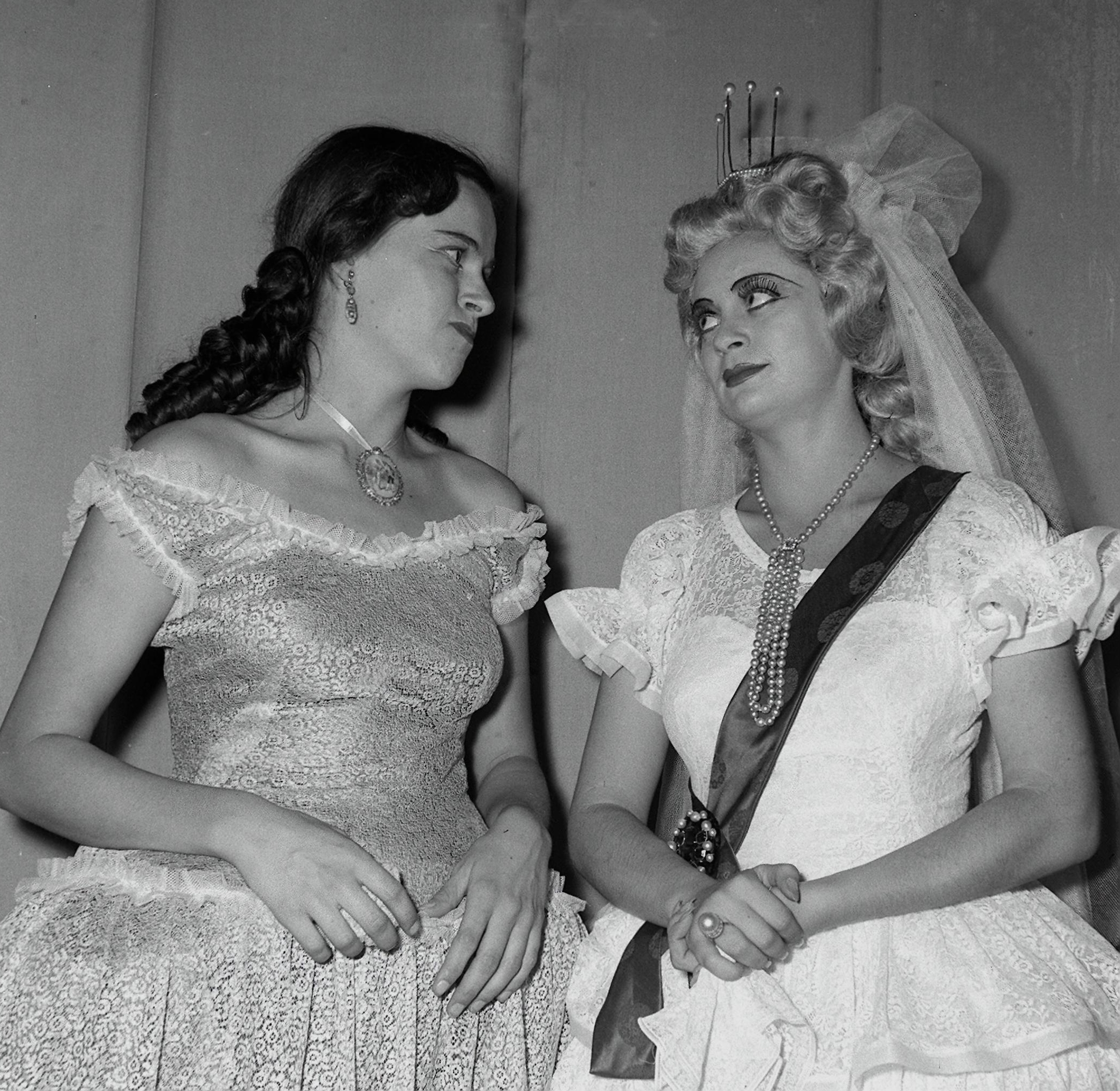
Orna Porat und Hanna Maron, Theaterszene aus dem Jahr 1949

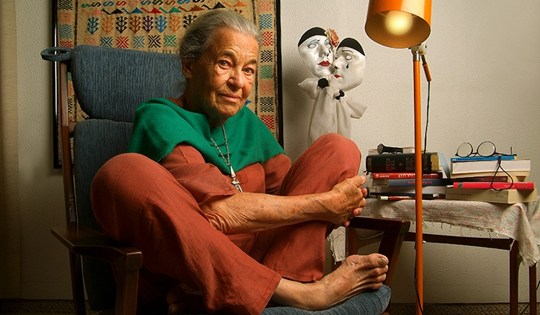
Orna Porat (2005)

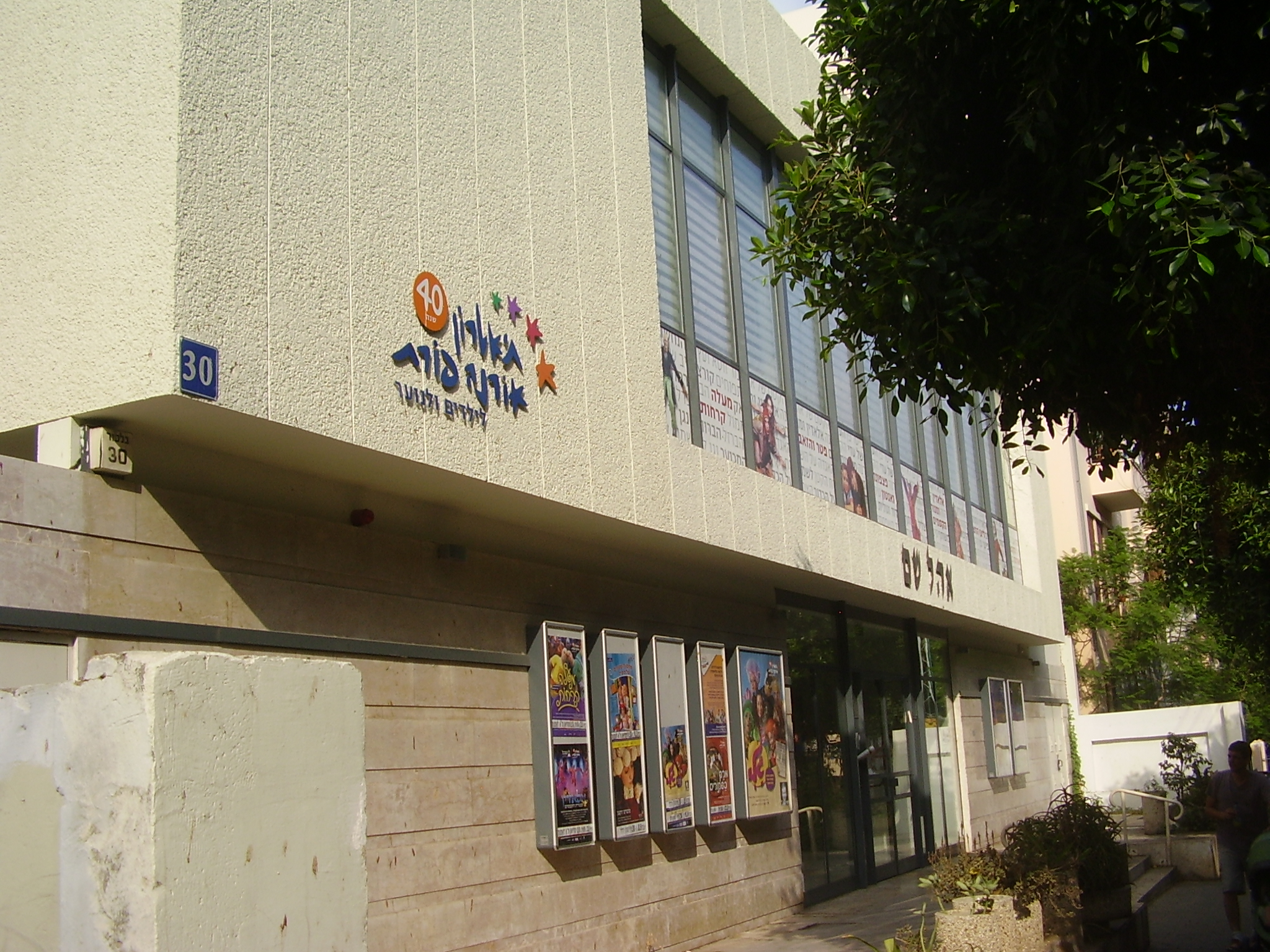
Orna Porat Theater für Kinder und Jugendliche in Tel Aviv

Orna Porat (* 6. Juni 1924 in Köln als Irene Klein; † 6. August 2015 in Ramat Gan, Israel; hebräisch אורנה פּורת) war eine Schauspielerin aus Deutschland, die zusammen mit ihrem Ehemann nach Israel auswanderte.

## Leben
Irene Kleins Vater war katholisch, ihre Mutter Protestantin, erzogen wurde sie im protestantischen Geist. Mit 17 Jahren begann sie jedoch als Atheistin zu leben und interessierte sich für die Ideen des Sozialismus. Als sie zehn Jahre alt war, zog sie mit ihrer Familie nach Porz bei Köln, wo sie gegen die politische Überzeugung ihrer Eltern der Hitlerjugend beitrat. Nach Abschluss ihrer Schulzeit besuchte sie von 1940 bis 1942 eine Schauspielschule in Köln und erhielt danach ihr erstes Engagement am Theater in Schleswig. Dort „entdeckte“ sie die Bücher von Thomas Mann, Jakob Wassermann und Franz Werfel, die ihr, wie sie später erzählte, hinsichtlich der NS-Diktatur die Augen öffneten.
Nach Ende des Krieges lernte sie am 12. Mai 1946 Joseph Proter (später in Porat geändert) kennen, einen ebenfalls aus Köln stammenden Soldaten der Jüdischen Brigade, und heiratete ihn im selben Jahr. Bis zu diesem Zeitpunkt hatte sie in die Sowjetunion auswandern wollen, nun wanderte das junge Paar 1947 in das Mandatsgebiet Palästina aus, zunächst mit dem Plan, in einem Kibbuz zu leben. Im Jahre 1957 konvertierte Orna Porat zum Judentum, damit sie und ihr Mann zwei Kinder adoptieren konnten. Leibliche Kinder blieben dem Paar versagt.
In Palästina lernte Porat Hebräisch und bemühte sich, in Tel Aviv in ein Theaterensemble aufgenommen zu werden. Nachdem sie von Habimah und dem Ohel-Theater abgewiesen wurde, wurde sie 1948 im Cameri-Theater angenommen und war dort vierzig Jahre in Rollen der klassischen Bühnenliteratur zu sehen. Später trat sie auch an Habimah und dem Jiddischen Theater auf. 
1970 gründete Porat auf Anregung des damaligen Bildungsministers Jigal Allon das Israelische Kindertheater (heute: Orna-Porat-Theater für Kinder und Jugendliche), das sie bis 1989 leitete. Porat wirkte zudem bei der Gründung der Association Internationale du Théâtre de l’Enfance et la Jeunesse (Internationale Vereinigung des Theaters für Kinder und Jugendliche) mit. 
Ihre erste größere Filmrolle übernahm Porat in der deutsch-israelischen Co-Produktion Sie sind frei, Dr. Korczak, einem Film über Janusz Korczak. In dem US-Kinderfilm Dornröschen übernahm sie die Rolle von Dornröschens Kammerzofe. Insgesamt trat sie in rund einem Dutzend Film- und Fernsehproduktionen auf.
Orna Porat wurde 1979 mit dem Israel-Preis ausgezeichnet.

## Filmografie (Auswahl)
- 1951: Ir ha-Ohalim (deutsch: Die Zeltstadt), Kurzfilm
- 1974: Sie sind frei, Dr. Korczak
- 1986: Liebe ist ein Spiel auf Zeit (Every Time We Say Goodbye)
- 1987: Dornröschen (Sleeping Beauty)